# Węgierka (Fluss)
Die Węgierka ist ein kleiner rechter Zufluss der Orzyc in Polen.

## Geografie
Der 43,5 km lange Fluss entspringt bei dem Dorf Zawady (Gmina Dzierzgowo) in der Woiwodschaft Masowien östlich der Stadt Mława, fließt in südöstlicher Richtung durch die Stadt Przasnysz ab, wird von hier an von der Droga krajowa 57 begleitet und mündet bei dem Dorf Młodzianowo (Gmina Płoniawy-Bramura) in die Orzyc.